# رودريجو ساليناس مونيوز
رودريجو ساليناس مونيوز (بالإسبانية: Rodrigo Salinas Muñoz) مواليد 25 فبراير 1989 في فينيا ديل مار، هو لاعب كرة يد تشيلي يلعب كظهير أيمن. يلعب حاليا مع نادي نانت لكرة اليد. مثل منتخب تشيلي لكرة اليد. حقق المركز الثالث في دورة الألعاب الأمريكية 2015.

## سجل المنافسة
شارك في البطولات التالية:
- بطولة العالم لكرة اليد للرجال 2015

## الإنجازات
- الدوري الإسباني لكرة اليد:
  - الميدالية البرونزية: 2013–14
- كأس ملك إسبانيا لكرة اليد:
  - النهائي: 2013–14
- بطولة بان أميركان لكرة اليد:
  - الميدالية البرونزية: 2010، 2012، 2014

## روابط خارجية
- رودريجو ساليناس مونيوز على موقع الاتحاد الأوروبي لكرة اليد (الإنجليزية)
- رودريجو ساليناس مونيوز على موقع الاتحاد الفرنسي لكرة اليد (الفرنسية)